# David Sancious
David Sancious (n. 30 noiembrie 1953, Asbury Park, New Jersey) este un muzician american. A fost un membru timpuriu al trupei de fundal a lui Bruce Springsteen, The E Street Band contribuind la primele trei albume ale lui Springsteen și din nou în 1992 pe albumul Human Touch. Sancious este multi-instrumentalist dar este cel mai cunoscut ca și claviaturist și chitarist. A părăsit E Street Band în 1974 pentru a-și fonda propria formație, Tone cu care a lansat și o serie de albume. Ulterior a devenit un foarte popular muzician live concertând cu nume ca Stanley Clarke, Narada Michael Walden, Zucchero Fornaciari, Peter Gabriel și Sting printre alții.